# Petroupolis
Petroupolis este un oraș în Grecia în prefectura Atena.